# Muntanyesa aranesa
La muntanyesa aranesa (Erebia pronoe), també coneguda com a muntanyesa tardana aranesa, és una espècie de lepidòpter papilionoïdeu de la família dels nimfàlids (Nymphalidae) present als Països Catalans.

## Distribució
S'estén per diversos massissos muntanyosos del centre i sud d'Europa, com ara la Serralada Cantàbrica, Pirineus, Jura, Alps, Carpats i Balcans. Absent de les principals illes mediterrànies. A Catalunya només es troba a la Vall d'Aran i àrees adjacents del Pallars Sobirà.

## Descripció
Envergadura alar d'entre 35 i 43 mm. Dimorfisme sexual poc aparent, en ser la femella més clara i tenir les franges taronges de la part exterior de l'anvers d'ambdues ales més extenses. Anvers de color bru fosc amb una banda taronja a la part exterior molt reduïda que conté diversos ocels negres amb centre blanc. Revers de l'ala anterior semblant a l'anvers, però amb la punta de color grisenc. Revers de l'ala posterior de color bru fosc amb dues bandes grises i tons lleugerament blavosos. Els ocels de la part exterior poden ser absent o reduïts a petits punts negres. Presenta el marge de l'ala posterior lobulat.

## Hàbitat
Vessants herbosos i humits, i clarianes de boscos, sovint associats amb petits rierols. Rang altitudinal des dels 1600 m als 2100 m als Pirineus i des dels 900 m fins als 2800 m als Carpats. L'eruga s'alimenta de diverses gramínies, com ara Festuca i Poa.

## Període de vol i hibernació
Vola en una única generació entre finals de juny i finals de setembre, en funció de l'altitud. Hiberna com a eruga.